# المحل (المفتاح)

تعديل مصدري - تعديل

المحل هي إحدى قرى عزلة الجبر الشرقي بمديرية المفتاح التابعة لمحافظة حجة، بلغ تعداد سكانها 623 نسمة حسب تعداد اليمن لعام 2004.